# 梅平 (身延町)

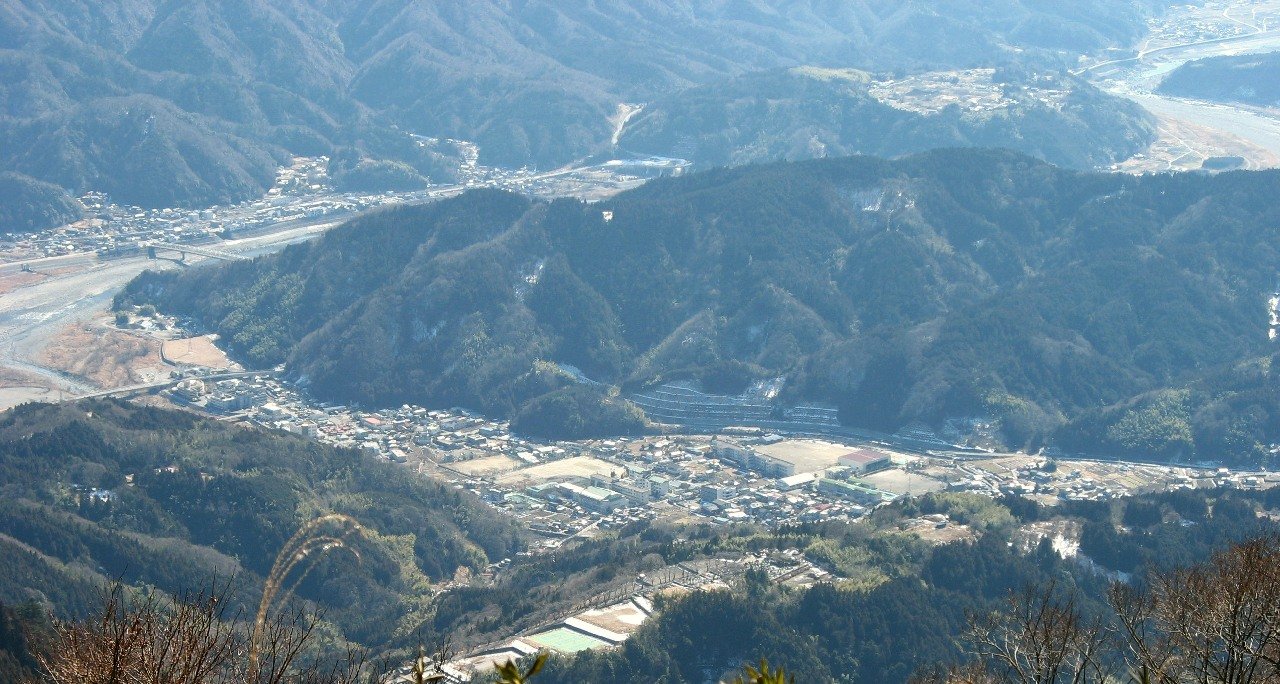
身延山山頂から梅平一帯を望む

梅平（うめだいら）は山梨県南巨摩郡身延町の地名。郵便番号は409-2531。

## 地理
富士川の西岸に位置し、身延線身延駅と身延山久遠寺のほぼ中間に位置する。また、富士山のほぼ真西に位置しているが、天子山地に阻まれ当地から直接富士山を見ることは困難である。
身延駅前はしょうにん通り商店街、身延山が門前町として商店が並ぶのに対し、梅平は役所をはじめ教育、医療、金融などの施設が集中している。

## 歴史
鎌倉時代中期に南部実長（波木井実長）が父・南部光行から波木井郷を分与され、当地に移り住んだのが始まりとされている。その後実長は日蓮を招き入れ、日蓮は身延山を開山、久遠寺を建立した。実長が住んでいた氏館はその後寺に改修され鏡圓坊となり、日蓮宗宗門史跡として同地に現存している。
また、古くから駿河国と甲斐国を結ぶ駿州往還が同地区を通り、大正時代になると身延線の延伸と身延橋の開通により対岸からも身延山への参拝客が増加した。さらに長距離路線バスが通るなど交通の要でもあった。その後モータリゼーションの進展により長距離路線バスは廃止された一方で観光バスなどの大型車が増えたため、バイパス道路が作られた。
1872年（明治5年）に実施された県内80区制において巨摩郡梅平村（本遠寺寺社領）となったが、1876年（明治9年）に寺社領は廃され、身延村・波木井村・大野村の周辺3村と合併して「南巨摩郡身延村梅平」となった。1931年（昭和6年）1月1日に町制執行され「南巨摩郡身延町梅平」となり、その後 1955年（昭和30年）と2004年（平成16年）に合併が行われたが字はそのままとなっている。

## 世帯数と人口
2015年（平成27年）10月1日現在の世帯数と人口は以下の通りである。
| 大字 | 世帯数  | 人口  |
| ---- | ------- | ----- |
| 梅平 | 237世帯 | 712人 |

## 交通

### 道路
- 国道52号

現在は「身延バイパス」として通っており、立体交差点で接続されている。
- 山梨県道9号市川三郷身延線

市川三郷町から富士川の右岸を通り、身延橋を渡って当地区まで伸びている。
- 山梨県道804号身延線

身延山へ通じる県道。身延バイパスが開通するまでは国道52号線であった。

### バス
路線バス
- 山梨交通
  - 身延駅‐身延町役場身延支所入口‐身延高校‐身延山

このほか、学校休校日を除き身延駅と身延高校間を直通するスクールバスが通っている。
- 身延町営バス
  - 身延駅 - 身延高校 - 身延支所入口 - 波高島駅 - 飯富 - 西島神社 - 鰍沢営業所 - 鰍沢口駅 - 増穂商業 - 富士川病院
- 早川町乗合バス
  - 身延駅‐身延支所前‐下山新町‐下部温泉駅‐七面山入口・赤沢入口‐西山温泉‐奈良田温泉

身延支所前バス停は山梨交通身延町役場身延支所前と同じ場所にある。
高速バス
- 中央高速バス身延線　梅平バス停

バスタ新宿方面へ向かうバスのみ乗車可能（降車はその逆）。

## 施設
- 鏡圓坊 - 波木井氏館跡。
- 身延町役場身延支所 - 2004年の合併前は身延町役場であった。
- 山梨県立身延高等学校
- 身延町立身延小学校
- 身延山病院
- 山梨中央銀行身延支店
- JA山梨みらい身延支所
- 身延郵便局

かつては身延町立身延中学校があったが、2024年（令和6年）に下山地区へ移転した。